# Drongaire de la garde
Le drongaire de la garde ou de la veille (en grec : δρουγγάριος τῆς βίγλης, droungarios tēs viglēs) était à l’origine un officier militaire senior, commandant la Vigla ou garde, un des régiments (tagma, pl. tagmata) d’élite de l’armée byzantine qui assurait la sécurité de l’empereur. Aux environs de 1030, cette fonction passa du domaine militaire au domaine juridique. Avec l’ajout du qualificatif « grand » (Μέγας δρουγγάριος τῆς βίγλης, megas droungarios tēs viglēs), elle désigna le juge en chef d’un des plus hauts tribunaux de l’empire. Disparue après la prise de Constantinople par les croisés, la fonction réapparut sous les Paléologues, ayant perdu son caractère judiciaire et revenant à ses origines militaires. Très rapidement toutefois, la fonction perdit toute réelle signification pour devenir une simple dignité sans fonctions autres qu’honorifiques. 

## Fonction militaire
Le drongaire de la garde était à l’origine le commandant de la Vigla (en latin Vigilae, « Veille »), aussi appelée arithmos (« unité » au sens d’« unité tactique »),, le troisième des tagmata, régiment professionnel de cavalerie, basé à Constantinople et dans ses environs, distinct des régiments provinciaux ou thèmes.
À en juger d’après le nom de l’unité et les titres singuliers de ses commandants, ses origines remonteraient aux premiers siècles de l’armée d’Orient. Selon Bury, l’arithmos (unité) désignée sous le nom de vigiliae serait apparue sous Arcadius. Le titre de « drongaire de la garde » est attesté dès le VIe siècle, Théophane citant en 560 un certain Eugénios, ex-éparque et drongaire de la veille,. Vers 791, Alexis Mousélé est mentionné comme spatharios et droungarios tēs viglas,. Seule parmi les tagmata, la garde avait la responsabilité d’assurer la sécurité de l’empereur et du palais impérial. Elle maintenait une garnison en permanence à l’hippodrome couvert qui était aussi son quartier général. L’unité demeurait dans la ville en tout temps et accompagnait l’empereur chaque fois que celui-ci se déplaçait à l’extérieur de l’enceinte municipale. Le drongaire lui-même devait constamment rester à la disposition de l’empereur et son unité ne participait aux campagnes militaires que lorsque l’empereur dirigeait les troupes en personne. Il devait alors veiller à la sécurité de l’armée et du camp ; ses hommes assuraient la garde de nuit, la protection des ailes de l’armée et la garde des prisonniers de guerre. Étant constamment aux côtés de l’empereur, le drongaire devait jouir de sa confiance absolue, étant souvent chargé de délicates missions comme l’arrestation et l’exécution de personnes haut-placées. Ceci voulait également dire que « la plus petite négligence, le moindre soupçon pouvait causer sa chute […] le premier soin d’un nouvel empereur […] était de nommer au poste de drongaire de la garde l’une de ses créatures ».
Selon le De ceremoniis de Constantin VII, le drongaire accompagnait toujours l’empereur et participait à diverses cérémonies impériales, fréquemment accompagné par son adjoint, l’akolouthos. Sa tenue officielle est décrite comme étant une tunique, dite skaramangion et une cape rouge appelé sagion. À l’occasion, il portait une épée, une massue et une hache. Cette dernière arme était quelque peu surprenante pour un officier byzantin ; Rodolphe Guilland suggère que ce symbole était relié au fait que le drongaire avait la responsabilité de troupes étrangères, son akolouthos ayant sous son commandement la garde varègue dont c’était l’arme favorite. Au Xe siècle, alors que plusieurs détenteurs de cette fonction appartenaient à des familles en vue de l’aristocratie militaire, y compris Eustathe Argyre, Jean Kourkouas et Manuel Kourtikès, le drongaire occupait le 36e rang de la hiérarchie impériale et détenait généralement le titre élevé d’anthypatos, patrikios ou prōtospatharios.

### Titulaires de la fonction
Cette liste ne comprend pas les titulaires qui ne sont connus que par leur sceau ou les titulaires anonymes. 
| Nom                      | Titularisation | Sous           | Remarques | Réf.   |
| ------------------------ | -------------- | -------------- | --- | ------ |
| Alexis Mousélé           | vers 791       | Irène          | Participa à une révolte contre Irène qui mit fin à sa régence sur Constantin VI, lequel fut emprisonné et aveuglé peu après. | ,      |
| Ooryphas                 | fin années 820 | Michel II      | Nommé amiral, il fut envoyé constater les ravages des Sarrasins crétois ; il créa un nouveau corps de marins et reconquit plusieurs iles de l’Égée qui étaient aux mains des Sarrasins. | [ 12 ] |
| Petronas                 | vers 830       | Théophile      | Dates exactes de sa tenure inconnues. Il détint plusieurs postes d’officier supérieur sous le fils et successeur de Théophile, Michel III, et remporta la prestigieuse bataille de Lalakaon. | ,      |
| Aetios                   | vers 830       | Théophile      | Connu comme strategos des Anatoliques, capturé par les Abbassides durant le sac d’Amorium en 838, il devint l’un des 42 martyrs d’Amorium. Certains chercheurs voient en lui le drongaire du même nom attesté par une bague des IXe / Xe siècles. | ,      |
| Constantin Baboutzikos   | jusqu'à 838    | Théophile      | Beau-frère de l’impératrice Théodora, il fut également capturé à Amorium dont il devint l’un des 42 martyrs | ,      |
| Ooryphas                 | vers 840       | Théophile      | Dates exactes de sa tenure inconnues, de même que son identification avec d’autres personnages du même nom de l’époque. Selon Kedrenos, il aurait été chargé de l’exécution de Théophobos. | ,      |
| Constantin Maniakès (en) | 842-inconnue   | Michel III     | Arménien, venu comme otage à la cour de Constantinople, il fut drongaire dans les premières années du règne de Michel III et durant la régence de Théodora pour devenir ensuite logothète du Drome. | ,      |
| Jean Androsalitès        | 867-inconnue   | Michel III     | Frère de l’abbé Nicolas qui avait donné l’hospitalité au jeune Basile lors de son arrivée à Constantinople, lui-même et ses frères reçurent des charges importantes lors de l’accession de Basile. | ,      |
| Léon Katakalon           | vers 877       | Basile Ier     | Appelé Katakylas, Katakoilas et Katakalos selon les sources. D’après la biographie du patriarche Ignace, il était le beau-fils du patriarche Photios, rival d’Ignace. Il persécuta les partisans d’Ignace au début du second patriarcat de Photios (877-886). Il fut promu domestique des Scholes en 896 et conduisit les troupes byzantines lors de la désastreuse bataille de Boulgarophygon. | ,      |
| Jean                     | vers 897       | Léon VI        | Il fut démis de ses fonctions pour négligence à la suite d’un complot contre l’empereur et fut remplacé par Pardos. | ,      |
| Pardos                   | vers 897-898   | Léon VI        | Fils de l’hétériarque Nicolas Zaoutzès, il avait la confiance absolue de Léon mais fut arrêté pour ne pas avoir découvert le complot manqué de son frère Basile et de membres de la famille de Stylianos Zaoutzès. | ,      |
| Jean                     | avant 914      | Léon VI        | Un des frères du patriarche Nicolas Mystikos. On le connait uniquement par une lettre de son épouse vers 914/915. | [ 26 ] |
| Eustathe Argyre          | vers 908-910   | Léon VI        | Général distingué d’origine aristocratique, il fut promu drongaire à la fin 908. Il fut également démis de ses fonctions et exilé à Charsianon étant devenu suspect. Il mourut empoisonné en cours de route. | ,      |
| Damianos                 | 913-inconnue   | Contantin VII  | Nommé en fait par l’impératrice régente Zoé Karbonopsina. | ,      |
| Jean Kourkouas           | vers 918-922   | Contantin VII  | Nommé grâce aux machinations de Romain Lékapène, Kourkouas appuya celui-ci dans son ascension au trône. Il fut récompensé en 922 par le commandement des armées d’Orient, poste qu’il occupa pendant 22 ans ; il remporta nombre de victoires contre les Arabes. | ,      |
| Manuel Kourtikès         | 944/5-inconnue | Constantin VII | Participa à la conspiration qui renversa Romain Lékapène en déc. 944 et permit le retour de Constantin VII. Il fut nommé drongaire de la garde mais mourut peu après soit dans un naufrage, soit exécuté pour crime de lèse-majesté. | ,      |
| Syméon                   | 1025-1028      | Constantin VII | Chambellan et un des eunuques favoris de Constantin VII, il fut nommé drongaire et proedros lorsque celui-ci devint seul empereur. Il devint par la suite domestique des Scholes avant de se retirer et de devenir moine. | ,      |

## Fonction judiciaire
Vers 1030, la fonction se transforma et perdit son caractère militaire, pour devenir exclusivement une fonction judiciaire. De plus, elle s’adjoignit le qualificatif de « grand » (mega) dans les années 1070,. Le drongaire s’appropria alors la cour de l’hippodrome qui existait depuis le IXe siècle et était ainsi appelée parce qu’elle était située dans l’hippodrome couvert (ou à tout le moins d’après une autre interprétation dans des locaux secondaires de l’hippodrome principal de Constantinople). Cette transformation fut suivie par la création de nouvelles cours de justice et la restructuration du système judiciaire byzantin, de telle sorte que sous la dynastie coménienne (1081-1185), la cour de l’Hippodrome ou cour du Drongaire (τὸ δρουγγαρικὸν δικαστήριον) était l’une des sept cours supérieures civiles aux côtés de celles de l’Éparque de la Cité, du dikaiodotēs, du koiaistōr, de l’epi tōn kriseōn, du prōtasēkrētis et du katholikos, qui dirigeaient les cours responsables des affaires fiscales (dēmosiaka pragmata). Cette cour servait également de cour d’appel pour les décisions de l’epi tōn kriseōn,,. Contrairement à la période précédente, les titulaires de cette fonction furent choisis parmi les plus importantes familles de l’aristocratie civile plutôt que de l’aristocratie militaire, tels Eustathe Rhomaios, Jean Skylitzès et Andronic Kamatéros.

### Titulaires de la fonction
Cette liste ne comprend pas les titulaires qui ne sont connus que par leur sceau ou les titulaires anonymes.
| Nom                        | Titularisation            | Sous                       | Remarques | Réf.   |
| -------------------------- | ------------------------- | -------------------------- | --- | ------ |
| Eustathe Rhomaios          | peu après mai 1030        | Romain III                 | Possiblement le premier drongaire à présider la cour de l’hippodrome. On le connait mieux comme magistros et auteur d’une collection de cas relatifs au droit fiscal publiée sous le titre de Peira.           | ,      |
| Anastasios                 | vers 1030                 | Inconnu                    | Mentionné seulement dans un document du patriarche Alexis Studite (1025-1043). | [ 35 ] |
| Manuel                     | 1054-inconnu              | Théodora                   | Il reçut le poste en récompense de son aide dans la course au pouvoir de l'impératrice. | [ 35 ] |
| Machetarios                | fin du XIe siècle-inconnu | Inconnu                    | Un correspondant de Michel Psellos dont on ne sait rien. | [ 35 ] |
| Jean Xiphilin              | début 1060                | Constantin X (?)           | Patriarche de Constantinople 1064-1075. D’après Théodore Skoutariotès, il fut magistros et drongaire de la garde avant sa nomination au patriarcat.                                                            | [ 35 ] |
| Constantin Xiphilin        | vers 1070                 | Romain IV (?)              | Un autre correspondant de Michel Psellos dont on ne connait rien de plus. | [ 35 ] |
| Constantin Cérulaire       | années 1060-1070          | Constantin X ou Michel VII | Un neveu du patriarche Michel Cérulaire et cousin de l’impératrice Eudokia Makrembolitissa. Il fut un personnage influent sous les Doukas et est le premier à être connu sous le titre de « grand drongaire ». | ,      |
| Étienne                    | 1078-1081                 | Nicéphore III              | Il fut démis après la déposition de Nicéphore et devint abbé du monastère Xénophontos sur le mont Athos. Mieux connu sous le nom de Vénérable Siméon.                                                          | [ 44 ] |
| Michel Cérulaire           | 1081-inconnu              | Alexis Ier                 | Fils de Constantin Cérulaire, il fut un expert reconnu en matière juridique et financière. Il occupa le poste de logothetes ton sekreton pendant presque tout le règne d’Alexis Ier.                           | ,      |
| Nicolas Mermentoulos       | vers 1086                 | Alexis Ier                 | Possiblement aussi nobilissimus et éparque de Constantinople. | [ 35 ] |
| Jean Thrakesios            | vers 1092                 | Alexis Ier                 | Possiblement le même que le proedros, éparque et grand drongaire Jean mentionné dans un acte daté de 1083, 1098 ou 1113, mais plus probablement devant être identifié comme l’historien Jean Skylitzès         | ,      |
| Jean Zonaras               | début XIIe siècle         | Alexis Ier                 | Mieux connu comme historien, Zonaras occupa d’importantes fonctions à la cour sous Alexis Ier avant de se faire moine.                                                                                         | [ 48 ] |
| Niketas ou Nicolas Skleros | inconnue                  | Alexis Ier                 | Mentionné seulement dans une loi promulguée par Alexis Ier. | [ 48 ] |
| Constantin Comnène         | vers 1143                 | Jean II ou Manuel Ier      | Il fut probablement amiral (megas droungarios tou ploimou) plutôt que drongaire des armées de terre. | [ 48 ] |
| Étienne Comnène            | vers 1147/1151-vers 1156  | Manuel Ier                 | Inconnu | [ 48 ] |
| Jean Makrembolites         | vers 1158                 | Manuel Ier                 | Inconnu | [ 48 ] |
| Andronic Kamatéros         | vers 1158                 | Manuel Ier                 | Haut fonctionnaire et écrivain de renom, Kamateros était relié à la famille impériale par le côté maternel. | [ 48 ] |
| Grégoire Antiochos         | 1187-vers 1196            | Isaac II                   | Érudit et écrivain reconnu. Il fut nommé grand drongaire au terme d’une longue carrière dans la fonction publique depuis les années 1150.                                                                      | [ 49 ] |

## Sous les Paléologues
Après le sac de Constantinople par les croisés en 1204, cette fonction disparut pour réapparaitre sous les Paléologues. Mais elle avait alors perdu son caractère judiciaire pour reprendre, en théorie du moins, ses caractéristiques militaires. Selon le Pseudo-Kodinos, le grand drongaire de la garde était sous les ordres du grand domestique et avait charge de la garde de nuit et de la supervision des éclaireurs de l’armée. En pratique toutefois, cette fonction était devenue purement honorifique et constituait une simple dignité palatine sans autre fonctions que cérémoniales.
Toujours selon le Pseudo-Kodinos, le grand drongaire de la garde se situait au 24e rang de la hiérarchie impériale et prenait place entre l’éparque et le grand hétériarque. Son costume de cérémonie consistait en un couvre-chef brodé d’or (skiadion), une tunique de soie (kabbadion) et un bâton (dikanikion) à raies rouge et or se terminant par un pommeau d’or. Lors des cérémonies et festivités, il portait une coiffe appelée skaranikon, faite de soie jaune et or décorée de fils d’or et à laquelle étaient apposées une image de l’empereur assis sur son trône à l’avant et une autre de l’empereur à cheval à l’arrière,.
Cette dignité survécut jusqu’à la fin de l’Empire byzantin. L’historien Georges Sphrantzès affirmait que la position de chef des janissaires était l’équivalent ottoman de celle de grand drongaire,.

### Titulaires de la fonction
Cette liste ne comprend pas les titulaires qui ne sont connus que par leur sceau ou les titulaires anonymes.
| Nom                          | Titularisation        | Sous                      | Remarques | Réf.   |
| ---------------------------- | --------------------- | ------------------------- | --- | ------ |
| Andronic Eonopolitès         | vers 1282             | Michel VIII               | Eunuque et commandant militaire. | [ 48 ] |
| Démétrios Paléologue Tomikès | vers 1324-années 1330 | Andronic II, Andronic III | Membre de la famille impériale, il n’est mentionné que dans quatre documents. | [ 54 ] |
| Bryennos                     | années 1320           | Andronic II               | Inconnu autrement, il fit défection en faveur d’Andronic III durant la guerre civile de 1321-1328. | [ 55 ] |
| Nicéphore                    | après 1325            | Andronic II               | Connu uniquement par un acte du monastère de Zographou datant de 1342, après sa mort. | [ 55 ] |
| Kannaboutzès (?)             | 1324                  | Andronic II               | Un drongaire, il n’est pas certain qu’il fut grand drongaire de la garde. | [ 55 ] |
| Théodore Paléologue          | vers 1328             | Andronic III              | Un neveu d’Andronic III. Il fut grand drongaire et gouverneur de Lemnos en 1328. | [ 55 ] |
| Jean Doukas Mouzalon         | Inconnu               | Andronic III              | Un correspondant du poète Manuel Philès qui s’adresse à lui comme « grand drongaire », probablement de la garde. | [ 55 ] |
| Théodore Comnène Philès      | début du XIVe siècle  | Andronic II ou III        | Il est mentionné dans un acte daté de 1302, 1317 ou 1332 comme ayant été enterré à Melenikon. | [ 55 ] |
| Jean Gabalas                 | vers 1341             | Andronic III              | Au début partisan de Jean Cantacuzène alors qu’il était grand drongaire (probablement de la garde) en 1341. Alexis Apokaukos le persuada de se joindre à la régence pendant la guerre civile de 1341-1347 ; il parvint alors au poste de grand logothète mais fut démis avec Apokaukos et emprisonné. | [ 56 ] |
| Georges Doukas Apokaukos     | vers 1342             | Jean V                    | Grand drongaire, probablement de la garde, il est mentionné dans une chrysobulle de 1342 en lien avec Venise. | [ 57 ] |